# Cedric Johnson
Cedric Johnson (...) è un giocatore di football americano statunitense, che gioca come quarterback per gli United Newland Crusaders.
Ha vinto due volte il titolo nazionale finlandese e una volta quello di secondo livello.

## Vittorie e premi
- 2 Vaahteramalja (Porvoon Butchers: 2009; Helsinki Wolverines: 2011)
- 1 Spaghettimalja (Helsinki Wolverines: 2018)